# Sidsel Hindhede
Sidsel Hindhede, auch  Sidsel Hindhede Kristensen (* 1993 in Viborg) ist eine dänisch-deutsche Schauspielerin.

## Ausbildung
Hindhede besuchte die private Realschule in Viborg und schloss 2010 die Brøruphus Efterskole ab, eine Sekundarschule in Brørup, die sowohl die Künste als auch die Sportfächer betont. Anschließend absolvierte sie 2013 die Viborg Katedralskole (Kathedralsschule) und schloss 2017 die Københavns Film & Teaterskole (KFTS) ab.

## Leben und Wirken
Anfang des Jahres 2014 zog die Viborgerin nach Kopenhagen, wo sie an den dortigen Studentenrevuen (Studenterrevyen) als eine von nur sieben Schauspielern teilnahm, um auf die Schauspielschule gehen zu können. Bis dahin hatte Hindhede seit acht Jahren an der Viborg Musical Talentskole im professionellen Rahmen der Jugendschule Viborg Ungdomsskole gespielt und 2013 beim Jugendmusical Our House am Viborg Theater mitgewirkt.
Während der Ausbildung hatte Hindhede Theaterrollen inne. Danach nahm sie 2017 an einem Casting für die deutsche Fernsehserie SOKO Wismar teil und erhielt als dänische Austauschpolizistin Stine Bergendal ihre erste Fernsehrolle. Seit der im Januar 2018 ausgestrahlten Folge Überfall der 15. Staffel war sie durchgängig in der Serie zu sehen. Im Februar 2022 schied sie mit der Folge 414 Respekt aus der Serie aus. Abgesehen von einigen 
Schulkenntnissen hatte sie zuvor kein Deutsch gesprochen. Weiterhin wirkt sie seit 2020 an einigen Folgen in der Serie Rote Rosen mit.
Hindhede wirkte in dem Dokudrama Rex Gildo – Der letzte Tanz (2022) von Rosa von Praunheim mit.

## Theater
- 2006–2014: Viborg Musical Talentskole der Jugendschule Viborg Ungdomsskole
- 2014: Studenterrevyen (Studentenrevue) in Kopenhagen
- 2015–2017: Nørrebro Musicalteater
- seit 2017: Teater Finkemad in Kopenhagen

## Filmografie
- 2018–2022: SOKO Wismar (Fernsehserie, 103 Folgen)
- 2020: Rote Rosen (Fernsehserie, über 5 Folgen)
- 2022: Rex Gildo – Der letzte Tanz
- 2023: Unter anderen Umständen: Dämonen
- 2024: Münter & Kandinsky

## Auszeichnungen
- 2014: Pressepreis Osterei in Gold[5]